# Epicoma suppressa
Epicoma suppressa är en fjärilsart som beskrevs av Walker 1865. Epicoma suppressa ingår i släktet Epicoma och familjen tandspinnare. Inga underarter finns listade i Catalogue of Life.